# Souleymane Cissé
Pour les articles homonymes, voir Cissé.
Pour les footballeurs portant le nom personnel « Souleymane Cissé », voir Souleymane Cissé (football).
Souleymane Cissé, né le 21 avril 1940 à Bamako (Soudan français) et mort le 19 février 2025 dans cette même ville, est un réalisateur malien.
Premier réalisateur venant d'Afrique subsaharienne à recevoir reçu un prix, au festival de Cannes en 1987, pour «Yeelen», il est récompensé du Carrosse d'or en 2023.

## Biographie

### Enfance et études
Souleymane Cissé est né dans une modeste famille de huit enfants,. Il est très tôt passionné de cinéma. Dès l’âge de 7 ans, il va très régulièrement au cinéma en compagnie de ses grands frères et de leurs amis. Il fait des études secondaires à Dakar au Sénégal et revient dans son pays en 1960, lors de l’éclatement de la Fédération du Mali et de l'indépendance de celui-ci. Il adhère alors à des mouvements de jeunesse et commence à projeter à la Maison des Jeunes de Bamako des films qu'il commente ensuite au public.
C'est un film documentaire sur l’arrestation de Patrice Lumumba qui déclenche réellement sa volonté de faire du cinéma. En 1963, il obtient une bourse pour suivre un stage de projectionniste puis des études de cinéma à l'Institut des Hautes Études Supérieures de la Cinématographie (VGIK) de Moscou. Il en sort diplômé en 1969.

### Carrière
En 1970, rentré au Mali, Souleymane Cissé est employé comme cameraman-reporter au Service cinématographique du ministère de l'Information, ce qui lui offre l'occasion de parcourir le Mali de long en large caméra à l'épaule pendant trois ans et de réaliser plusieurs documentaires.
Souleymane Cissé tourne son premier moyen métrage, Cinq jours d’une vie, en 1971. Le film relate l’histoire d’un jeune qui abandonne l’école coranique et vagabonde dans les rues, vivant de menus larcins. L'œuvre est primée aux Journées cinématographiques de Carthage.
En 1975, il réalise son premier long métrage, en bambara, Den Muso (La Jeune fille)  à propos d’une jeune fille muette violée par un chômeur. Enceinte, elle subit le rejet de sa famille et du père de l’enfant qui refuse de le reconnaître. Souleymane Cissé a ainsi expliqué sa démarche : « J'ai voulu exposer le cas des nombreuses filles-mères rejetées de partout. J'ai voulu mon héroïne muette pour symboliser une évidence : chez nous, les femmes n'ont pas la parole. » Non seulement le film est interdit par le ministre malien de la culture, mais Souleymane Cissé est arrêté et emprisonné pour avoir accepté une coopération française. Le brûlot restera interdit pendant trois ans et n'obtiendra son visa d'exploitation qu'en 1978.
Fonctionnaire de l'État, Souleymane Cissé prend une disponibilité en 1977 afin de se consacrer pleinement au cinéma et crée la société de production Les Films Cissé (Sisé Filimu).
En 1978 sort le film Baara (Le Travail) qui reçoit l'Étalon de Yennenga au FESPACO (Festival panafricain du cinéma et de la télévision de Ouagadougou) la même année. Ce film relate l'histoire d'un jeune ingénieur, révolté par l'attitude de son PDG, qui décide d'organiser une réunion avec les ouvriers pour faire valoir leurs droits. Mais son patron le fait aussitôt enlever puis assassiner.
Suit Finyè (Le Vent, 1982). Il s'agit d'une chronique sur la révolte des étudiants maliens face au pouvoir militaire. À sa sortie, le film multiplie les récompenses : Étalon de Yennenga au FESPACO de Ouagadougou en 1983, Tanit d'or aux Journées cinématographiques de Carthage. Le film est également sélectionné au Festival de Cannes 1982 (le cinéaste sera membre de son jury l'année suivante).
Sur une période de 4 ans, entre 1984 et 1987, il tourne Yeelen (La Lumière), film initiatique sur le douloureux chemin que prend l’enfant pour devenir adulte. L'histoire est inspirée de la tradition bambara. Il obtient pour ce film le Prix Spécial du Jury au Festival de Cannes 1987. Il est le premier cinéaste d'Afrique noire primé à Cannes pour un long métrage.

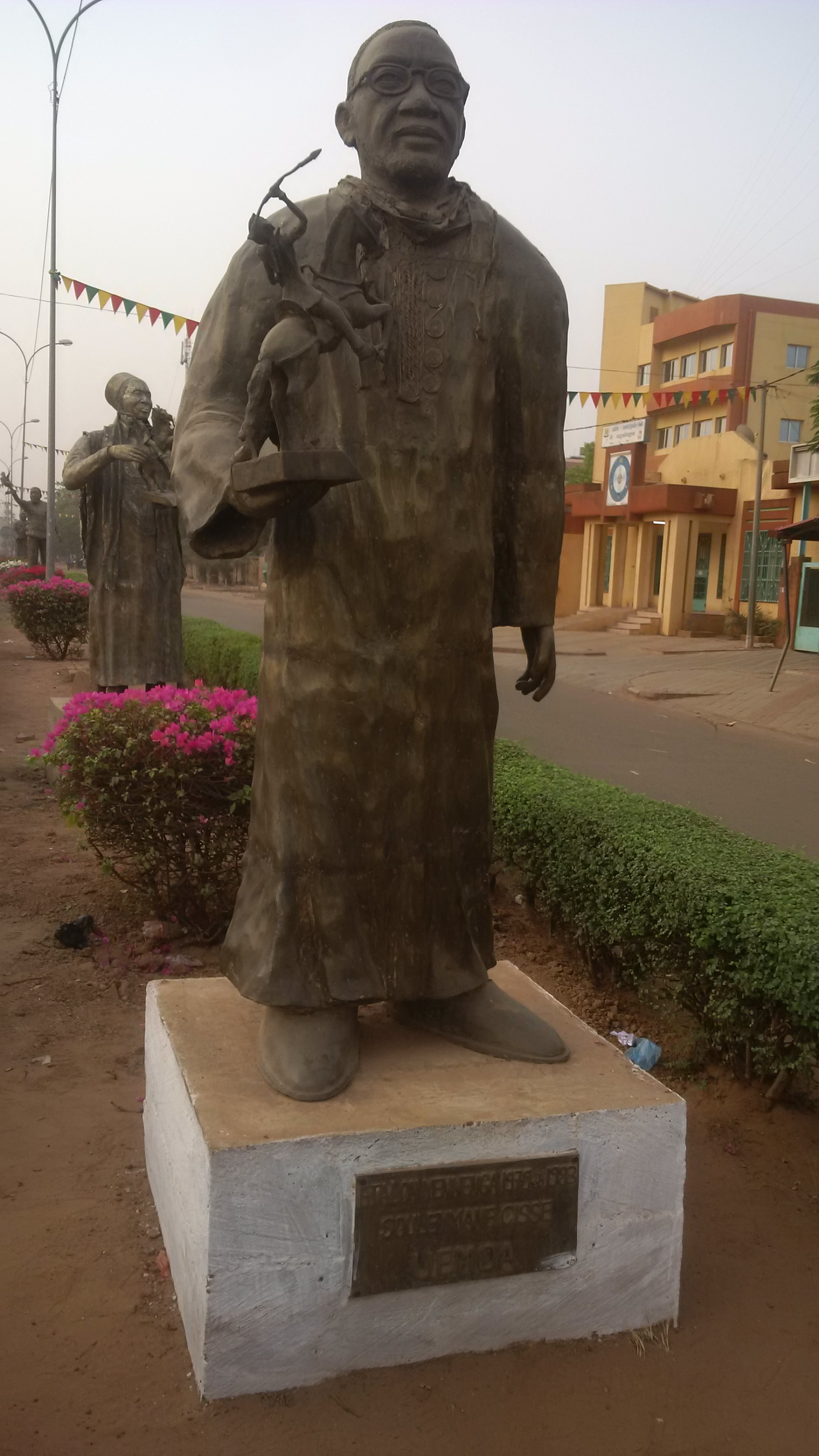
Statue de Souleymane Cissé à Ouagadougou.

Souleymane Cissé tourne ensuite Waati (Le Temps, 1995). Ce film retrace l'histoire de Nandi, une enfant noire d'Afrique du Sud au moment de l'apartheid, qui fuit son pays pour partir en Côte d'Ivoire, au Mali et en Namibie, avant de revenir dans son pays d'origine après la fin du régime.
En 2009, il sort le film Min yé, qui aborde le thème de la polygamie. Ce film, dans lequel jouent Assane Kouyaté et l'animatrice d'Africable Sokona Gakou, est présenté au Festival de Cannes 2009,.
En 2023, il reçoit le prix du Carrosse d'Or, récompense décernée par la Quinzaine des cinéastes en reconnaissance de sa contribution exceptionnelle au cinéma mondial,. Un an plus tard, le prix disparaît de son domicile à Bamako et est signalé volé le 29 avril 2024. Cette perte provoque une importante détresse publique au Mali, suscitant des appels à des efforts collectifs pour récupérer le trophée et réaffirmer la fierté culturelle de la nation.

### Mort
Souleymane Cissé décède le 19 février 2025 dans une clinique de Bamako à l'âge de 84 ans. Il devait, présider le jury « fiction long métrage » lors de la 29e édition du Fespaco, dont la tenue était prévue à partir du 22 février 2025 à Ouagadougou au Burkina Faso.
À la suite de cette annonce, de nombreux hommages lui sont rendus : le ministre malien de la Culture, Mamou Daffé, déplore notamment la perte de « ce monument du cinéma africain », tandis que le réalisateur Boubacar Sidibé déclare que l'industrie cinématographique du pays est « en deuil ».

## Filmographie sélective

### Courts et moyens métrages
- 1968 : L’Aspirant
- 1968 : Source d’inspiration
- 1970 : Dégal à Dialloubé
- 1971 : Fête du Sanké
- 1972 : Cinq Jours d’une vie
- 1975 : L’Homme et ses idoles
- 1978 : Chanteurs traditionnels des Iles Seychelles

### Longs métrages
- 1975 : La Jeune fille (Den Muso)
- 1978 : Le Travail (Baara)
- 1982 : Le Vent (Finyè)
- 1987 : La Lumière (Yeelen)
- 1995 : Le Temps (Waati)
- 2009 : Dis-moi qui tu es (Min Yé)
- 2015 : O Ka

## Distinctions

### Mérites
- Nommé président de l'Union des créateurs et entrepreneurs du cinéma et de l'audiovisuel de l'Afrique de l'Ouest (UCECAO) en 1997.
- Élevé par le président de la République Amadou Toumani Touré au rang de Commandeur de l’Ordre national du Mali le 1er janvier 2006[12].

### Récompenses
- Festival de Locarno 1978 : Prix du jury œcuménique pour Le Travail (Baara)
- Festival panafricain du cinéma de Ouagadougou 1979 : Étalon de Yennenga pour Le Travail (Baara)
- Festival des trois continents de Nantes 1979 : Montgolfière d'or pour Le Travail (Baara)[13]
- Festival panafricain du cinéma de Ouagadougou 1983 : Étalon de Yennenga pour Le Vent (Finyè)
- Journées cinématographiques de Carthage 1983 : Tanit d'or pour Le Vent (Finyè)
- Festival de Cannes 1987 : Prix du jury et Mention spéciale du Prix du jury oecuménique pour La Lumière (Yeelen)
- Festival de Valladolid 1987 : Aiguille d'argent pour La Lumière (Yeelen)
- Festival de Bergame 1987 : Rosa Camuna d'or pour La Lumière (Yeelen)
- British Film Institute Awards 1987 : Trophée Sutherland pour La Lumière (Yeelen)
- Festival international de films de Fribourg 1988 : Prix d'Aide à la distribution pour La Lumière (Yeelen)
- Prix Henri-Langlois 2007 pour sa carrière
- Festival du Film de Londres 2009 : lauréat du BFI Fellowships[14]
- Festival international du film de Dubaï 2010 : Prix d'honneur pour sa carrière[15]
- 7e Festival International du Film Black de Montréal 2011 : lauréat du Grand Prix Hommage [16]
- Festival de Cannes 2023 : Carrosse d'or de la Quinzaine des cinéastes

### Nominations
- Film Independent Spirit Awards 1989 : nomination au Meilleur film étranger pour La Lumière (Yeelen)
- Festival de Cannes 1995 : en compétition pour la Palme d'or pour Le Temps (Waati)
- Festival de Cannes 2015 : en compétition pour l'Œil d'or pour O ka
- Festival de Carthage 2019 : en compétition pour le Tanit d'or pour O ka

### Liens connexes
- Cinéma malien